# Mala Haicea, Ovruci
Mala Haicea (în ucraineană Мала Хайча) este un sat în comuna Velîka Haicea din raionul Ovruci, regiunea Jîtomîr, Ucraina.

## Demografie
Componența lingvistică a localității Mala Haicea
     Ucraineană (99,46%)
     Alte limbi (0,54%)
Conform recensământului din 2001, majoritatea populației localității Mala Haicea era vorbitoare de ucraineană (99,46%), existând în minoritate și vorbitori de alte limbi.